# Laguna Tatarenda
Die Laguna Tatarenda (auch: Laguna Opabusú) ist ein See am westlichen Rand des Tieflandes des südamerikanischen Anden-Staates Bolivien.

## Lage im Nahraum
Die Laguna Tatarenda liegt zwischen den Voranden-Ketten der Serranía Pirirenda und der Serranía Caipipendi, etwa 25 km südwestlich der Stadt Abapó, im Landkreis (bolivianisch: Municipio) Gutiérrez in der Provinz Cordillera im Departamento Santa Cruz. Nächstgelegene Ortschaft ist Tatarenda Nuevo am südwestlichen Ufer des Sees, die Fernstraße Ruta 9 passiert die Ortschaft von Süden nach Norden und verläuft zwischen dem Höhenzug der Sierra Pirirenda im Westen und dem westlichen Seeufer.

## Größe und Zusammensetzung
Die Laguna Tatarenda liegt auf einer Höhe von 700 m und erstreckt sich von Südwesten nach Nordosten über eine Länge von 3,5 Kilometern und erreicht eine Breite von bis zu 1,5 Kilometern. Die Uferlinie des Sees beträgt 11,5 Kilometer, die Wasserfläche bedeckt 5,64 km². Im See befinden sich vier kleinere Inseln, Schilder am Rand des Sees warnen jedoch davor, im See zu baden oder zu schwimmen, da das Wasser einen hohen Salzgehalt hat und stark schwefelhaltig ist. Der See hat keinen nennenswerten Zufluss, sein Wasser rekrutiert sich fast ausschließlich aus den Niederschlägen vor allem im Winter. Der hohe Gehalt an Salzen und Schwefel im Wasser lässt sich auf die Tatsache zurückführen, dass der See keinen Abfluss hat, so dass bei der sommerlichen Verdunstung die eingeschwemmten Mineralsalze in dem Gewässer zurückbleiben und nach und nach in höheren Konzentrationen auftreten.

## Geschichte
Jenseits des westlich gelegenen Höhenzuges der Serranía Pirirenda fließt der bolivianische Río Grande, der aus westlicher Richtung auf die Serranía Pirirenda zufließt und dann nach Norden abgelenkt wird, um sich zwanzig Kilometer weiter nördlich mit dem Río Rositas zu vereinigen und in der "Paisaje de Cajones" den Vorgebirgszug zu durchqueren.
Talformen und Spuren in der Serraníe Pirirenda deuten darauf hin, dass in vorgeschichtlicher Zeit der Río Grande die Sierra Pirirenda in einem Cañon direkt bei der Laguna Tatarenda überwunden hat und sich erst zwischen Serranía Pirirenda und Serranía Caipipendi nach Nordosten gewandt hat. Vor etwa zwei bis einer Million Jahren wurde die Serranía Pirirenda durch Hebungsbewegungen in der Erdkruste schneller angehoben, als die Erosion des fließenden Wassers dagegenhalten konnte, so dass sich das Wasser des Río Grande westlich der Serranía Pirirenda aufstaute und zwanzig Kilometer weiter nördlich einen Durchlass durch die dort niedrigere Bergkette finden konnte.
Da sich der östlich gelegene Höhenzug der Serranía Caipipendi seither ebenfalls angehoben hat, ist die gesamte Schwemmlandebene um die Laguna Tatarenda herum heute abflusslos.